# Émile Bruchon
Émile Jean Baptiste Bruchon est un sculpteur-statuaire français, né dans le 2e arrondissement ancien de Paris le 25 décembre 1838 et décédé à Montceaux-lès-Meaux le 14 février 1909.
Le 18 août 1870, il épouse à la mairie du 19e arrondissement Marie-Anne Gulden (Ingwiller, 1844 - Paris 20e, 1935), fille d'un peintre.
De son abondante production, on retient entre autres une statue de Salammbô.